# Recilia schmidtgeni
Recilia schmidtgeni là loài côn trùng thuộc họ Cicadellidae, bộ Cánh nửa. Loài này được Wagner miên tả năm 1939.